# Bombdåden i Moskvas tunnelbana 2010
Bombdåden i Moskvas tunnelbana 2010 var ett terrorattentat som begicks av två kvinnliga självmordsbombare den 29 mars 2010. Händelserna inträffade vid Moskvas tunnelbanestationer Lubjanka och Park kultury. Tidiga beräkningar visade på 38 döda, den slutliga dödssiffran skrevs till minst 40 .

## Händelseförloppet
Den första bomben exploderade ombord på ett tåg vid stationen Lubjanka strax efter klockan 8 på morgonen lokal tid. 20 människor beräknades ha avlidit i samband med explosionen. De flesta som avled befann sig ombord på tåget men även några som stod på perrongen dog i samband med explosionen. Bara drygt 45 minuter senare exploderade ytterligare en bomb, denna gång på Park Kultury där 12 beräknades ha avlidit.

## Kaukasus
Från början var orsaken till de båda explosionerna okänd men ganska snart riktades misstankarna mot grupper i norra Kaukasus. Enligt den ryska säkerhetstjänsten FSB och Moskvas borgmästare Jurij Luzjkov var båda troligen kvinnor och de båda bomberna var fyllda med muttrar.
President Dmitrij Medvedev beordrade skärpt säkerhet vid alla transportmedel i Ryssland och premiärminister Vladimir Putin förkunnade att de skyldiga "kommer att likvideras". Enligt myndigheterna i Ryssland så är attentatet det blodigaste på sex år och hänvisar då till tunnelbanebombningen 2004.
Dådet skapade debatt kring huruvida Ryssland skulle kunna genomföra de olympiska vinterspelen 2014 i Sotji på ett säkert sätt. Sotji ligger bara några mil från de oroliga områdena i Kaukasus där dådet tros ha planerats.
| Nationalitet   | Döda | Skadade |
| -------------- | ---- | ------- |
| Ryssland       | 25   | 62      |
| Tadzjikistan   | 2    | –       |
| Armenien       | 1    | 2       |
| Ukraina        | 1    | –       |
| Malaysia       | –    | 2       |
| Filippinerna   | –    | 1       |
| Belarus        | –    | 1       |
| Israel         | –    | 1       |
| oidentifierade | 10   | 3       |
| Total          | 39   | 72      |

### Fotnoter
1. 1 2 3 4  Dagens Nyheter 29 mars 2010: Flera döda i Moskvas tunnelbana
2. ↑  Dagens Nyheter 21 augusti 2010: Misstänkt t-baneterrorist dödad
3. ↑  Rebeller kan slå till mot vinter-OS, Aftonbladet 31 mars 2010.
4. ↑  ”МЧС :: взрывы в Московском метро”. Mchs.gov.ru. Arkiverad från originalet den 28 mars 2022. https://web.archive.org/web/20220328011740/https://www.mchs.gov.ru/. Läst 31 mars 2010.